# 빅토리아파크역 (토론토)
빅토리아파크역(영어: Victoria Park Station)은 캐나다 온타리오주 토론토의 지하철 2호선 블루어-댄포스의 정차역이다. 빅토리아파크 애비뉴와 댄포스 애비뉴 북쪽에 있는 이 역은 빅토리아파크 애비뉴에 있는 지상 출입구와 알비온 애비뉴, 티스데일 플레이스의 무인 출입구로 출입이 가능하며 크레센트 타운과 선상 통로로 연결되어있다. 토론토 시영 자전거 주차장이 정문 근처에 있으며 유료로 이용할 수 있다.

## 역사
빅토리아파크역은 1968년 5월 11일에 블루어-댄포스 선이 우드바인 역에서 워든역으로 연장하면서 개통하였다. 개통 당시, 이 역은 스카버러에 위치한 두 개의 지하철 역 중 하나였다. 빅토리아파크는 또한 토론토 지하철에서 킬역 다음으로 두 번째로 고가역으로 개통한 역이기도 하다. 열차는 지하역인 메인 스트리트역에서 지상으로 올라와 고가 승강장에 정차한다.
빅토리아파크역이 노선 종점에 가까웠기 때문에 역 북쪽과 동쪽의 교외 지역에서 버스를 타고 온 승객들이 이 역에서 갈아타곤 했다. 이에 따라 버스 터미널은 6개의 분리형 승강장으로 지어졌다. 이는 같은 날에 개통한 워든역과 이즐링턴역과 비슷한 형태였으며, 빅토리아파크역의 경우에는 버스 터미널에서 지하철로 갈아타는 승객들은 승강장에서 계단을 타고 올라가야 했다.
이 역은 또한 1968년 개통 당시 토론토 교통국의 구간 요금제로 2구간 요금 지역에 들어가 있었다. 당시, 광역 토론토 시는 구 토론토 시와 요크, 이스트요크를 1구역에, 스카버러 대부분과 노스요크, 이토비코를 2구간으로 나누었다. 1구간에서 2구간으로 가는 승객들은 추가 요금을 지불해야 하였으며, 토론토 동쪽 끝에서는 러트렐 루프 동쪽으로 이동하는 승객들은 2구간 요금을 지불해야 했다. 이에 따라 토론토 교통국은 토론토 지하철 전체를 1구역으로 지정하고 버스에서 지하철로 환승하는 승객들은 지하철 개찰구에서 1구간 요금을 지불해야 했다.

### 구간 요금과 역 구조 문제
이 구간 요금 제도는 로열 요크, 이즐링턴, 메인 스트리트, 워든역 구조에 영향을 미쳤다. 이 네 개역은 2구간 버스 노선으로 갈아탈 수 있는 버스 터미널이 있었는데, 추가 요금 징수를 위해 버스 터미널과 지하철 승강장 사이의 메자닌 층을 개찰구와 매표소를 짓기 위해 큼지막하게 지었다. 빅토리아파크역은 지하철 승강장이 고가에 위치해있었기 때문에 더욱 복잡해졌다. 원래 디자인대로라면 지하철 개찰구가 버스 터미널과 남쪽의 덴튼 애비뉴 출입구를 분리하였지만, 북쪽에서 어떻게 진입해야할 지 의문이 남았다. 북쪽 출입구에서 진입하는 승객들은 버스 터미널에 진입하기 위해서는 1구간 지하철 요금을 지불하고 2구간 버스 터미널에서 버스를 승차해야 했기 때문에 이중요금 부과 문제가 있었다.
이 문제를 해결하기 위해, 토론토 교통국은 빅토리아파크의 북쪽 출입구와 버스 터미널을 연결하는 계단과 터널을 지어 지하철 승강장 구역을 통과할 수 있도록 하였다. 이후, 역 북서쪽에 두 번째 출입구가 지어졌지만 자동 개찰구로 지하철을 이용할 수 없었다. 또다시 여기서 버스 터미널을 이용하려는 승객들은 다른 출입구를 이용하거나 지하 터널을 이용해야 했다.
토론토 교통국이 1972년에 구간 요금제를 폐지하고 통합시 전체를 단일 요금으로 묶었을 때, 버스 터미널과 출구를 분리하는 이 개찰구는 철거해야 했다. 대합실 밑에 있는 통로는 그대로 유지되었다.

### 접근성 문제와 역 노후화
빅토리아파크역은 1970년과 80년대에 별다른 변화 없이 그대로 운행하였다. 버스 운행 패턴이 바뀌면서 빅토리아파크역을 운행하는 노선 수가 줄었으며 이후 터미널의 사용은 저조해졌다. 이와 동시에 1990년대에 들어서서 역은 점점 노후화되었다. 한편, 온타리오 주는 토론토 교통국의 지하철에 엘리베이터를 설치함으로써 휠체어 승객들도 이용할 수 있도록 추진하여 역 디자인에 전반적인 손질이 필요하였다.
토론토 교통국의 접근성 프로젝트에 따르면 정문에서 지하철 승강장과 버스 터미널에 휠체어 승객들도 이용할 수 있도록 접근성을 향상하는 데 목표를 두었다. 이 당시, 빅토리아파크역은 상대식 승강장으로 엘리베이터가 최소 두 개가 필요하였으며, 버스 터미널의 승강장이 각각 분리되어 있었기 때문에 각 승강장마다 하나씩 엘리베이터를 설치해야 했다. 몇몇 승강장은 거의 사용되지 않았다는 점을 감안하면 각 승강장에 엘리베이터를 설치하는 것은 낭비였다. 한편 이 버스 터미널 또한 노후되었다는 점을 깨달은 토론토 교통국은 버스 터미널을 철거하기로 감행하고 새로 짓기로 하였다.

### 현대화 프로젝트
2006년 말, 설계자들은 이 역의 버스 터미널을 교체할 디자인을 공개하였다. 선상 구조는 폐쇄되고 분리형 버스 승강장은 지상에 하나로 연결된 L자형 버스 터미널에 6개 승강장으로 교체되었다. 버스 승강장이 지상에 있었기 때문에 여섯 개의 엘리베이터를 따로 지을 필요는 없어졌다. 또한 넓은 자동문과 역 서쪽과 북쪽에서의 진입은 더욱 용이해졌다. 역 나머지는 바닥을 교체하고 벽에 창문을 설치하는 등 재단장을 하였다.
토론토 교통국은 2006년 12월 이사회에서 이 디자인을 승인하고 역 천장에 녹색 천장을 짓는 방안을 승인하였다. 2007년 6월, 토론토 교통국은 녹색 천장을 설치하기 위한 몇 가지 요소를 승인하고 2007년부터 2008년까지 역 디자인과 마감재, 공공 미술을 대중에 공개하였다. 빅토리아파크역의 기존 터미널은 폐쇄되었고 2009년에 철거되었다. 공사는 예상보다 느리게 진행되었지만 2010년 5월에 새로운 터미널이 개장하였다. 새로 지어진 역은 북쪽에 새로운 보행자 통로를 선보였고 휠체어 승객들도 온전히 역을 이용할 수 있었으며 역 동쪽에 자동 출입구가 설치되었다.
이 프로젝트는 또한 아니코 메스자로스의 공공 미술 작품인 '뿌리' (Roots)를 선보였다. 이 작품은 역 캐노피 안에 채광창을 배치했고 스테인레스 스틸 선조 판으로 이루어져 있는 뿌리 모양의 이 작품은 햇빛이 승강장을 비추게 하도록 하였다. 승강장 벽에는 '커뮤니티'라는 단어가 다양한 언어로 붙여져있으며, 계단 벽에는 승강장 층에서 대합실 층까지 나무 모양의 작품이 이어지도록 하였다.
이 리모델링 프로젝트의 반응은 대체적으로 좋은 편이였다. 승객들은 밝아진 역 승강장 모습과 흥미로운 미술 디자인에 좋은 반응을 내놓았다. 버스 터미널은 더욱 접근성이 높아지고 이용하기도 쉬워졌으며, 환승객 마중 시설과 택시 승강장 또한 마찬가지였다. '동굴같은 콘크리트 벙커'는 이제 밝고 사용자에게 친숙한 역으로 다가왔으며 지하철과 근처 지역에 더 나은 접근성을 제공하였다.
빅토리아파크역의 녹색 지붕은 역 천장에 5천 제곱 미터가 넘는 생물학적으로 친숙한 공간을 제공하여 개장 당시 토론토에서 가장 큰 녹색 지붕으로, 2013년 2월, 캐나다 지방자치단체 연합회가 수상한 지속 가능한 공동체 상을 받았다.

## 근처 명소
역 근처에는 쇼퍼스 월드 댄포스 지점, 댄포스 빌리지, 크레센트 타운, 댄토니아 공원, 그리고 티즈데일이 있다.

## 버스 연결편
2021년 5월 10일 기준 빅토리아파크역에서 갈아탈 수 있는 버스 편은 다음과 같다. 324번 심야 버스를 제외한 나머지 버스는 모두 다 역 안에 있는 버스 승강장에서 갈아탈 수 있으며, 324번은 역 밖에 있는 버스 정류장에서 갈아타야 한다. 또한 키플링, 케네디역 및 피어슨 공항 방면 300번 블루어-댄포스 심야 버스로 갈아타고자 하는 경우에는 남쪽으로 500m가량 걸어가 댄포스 애비뉴에 있는 버스 정류장에서 갈아탈 수 있다.
|  |  |  |

|  |  |  |

|  |  |  |

|  |  |  |

|  |  |  |  |  |

|  |  |  |  |  |

|  |  |  |  |  |

|  |  |  |  |  |

|  |  |  |  |  |

|  |  |  |  |  |

|  |  |  |  |  |

|  |  |  |  |  |

|  |  |  |  |  |

|  |  |  |  |  |

|  |  |  |  |  |

|  |  |  |  |  |

|  |  |  |  |  |  |  |

|  |  |  |  |  |  |  |

|  |  |  |  |  |  |  |

|  |  |  |  |  |  |  |

|  |  |  |  |  |  |  |

|  |  |  |  |  |  |  |

|  |  |  |  |  |  |  |

|  |  |  |  |  |  |  |

|  |  |  |  |  |  |  |  |  |

|  |  |  |  |  |  |  |  |  |

|  |  |  |  |  |  |  |  |  |

|  |  |  |  |  |  |  |  |  |

|  |  |  |  |  |  |  |  |  |

|  |  |  |  |  |  |  |  |  |

|  |  |  |  |  |  |  |  |  |

|  |  |  |  |  |  |  |  |  |

|  |  |  |  |  |  |  |  |  |

|  |  |  |  |  |  |  |  |  |

|  |  |  |  |  |

|  |  |  |  |  |

|  |  |  |  |  |

|  |  |  |  |  |

| 크롬웰   |
| 길드우드 |

|  |  |  |  |  |

|  |  |  |

|  |  |  |

|  |  |  |

|  |

|  |

|  |

|  |  |  |

|  |  |  |

|  |  |  |

|  |  |  |

|  |  |  |

|  |  |  |

|  |  |  |

|  |  |  |

|  |  |  |  |  |

|  |  |  |  |  |

|  |  |  |  |  |

|  |  |  |  |  |

|  |  |  |  |  |

|  |  |  |  |  |

|  |  |  |  |  |

|  |  |  |  |  |

|  |  |  |  |  |

|  |  |  |  |  |

|  |  |  |  |  |

|  |  |  |  |  |

|  |  |  |  |  |  |  |

|  |  |  |  |  |  |  |

|  |  |  |  |  |  |  |

|  |  |  |  |  |  |  |

|  |  |  |  |  |  |  |

|  |  |  |  |  |  |  |

|  |  |  |  |  |  |  |

|  |  |  |  |  |  |  |

|  |  |  |  |  |  |  |  |  |

|  |  |  |  |  |  |  |  |  |

|  |  |  |  |  |  |  |  |  |

|  |  |  |  |  |  |  |  |  |

|  |  |  |  |  |  |  |  |  |

|  |  |  |  |  |  |  |  |  |

|  |  |  |  |  |  |  |  |  |

|  |  |  |  |  |  |  |  |  |

|  |  |  |  |  |  |  |  |  |

|  |  |  |  |  |  |  |  |  |

|  |  |  |  |  |

|  |  |  |  |  |

|  |  |  |  |  |

|  |  |  |  |  |

| 크롬웰   |
| 길드우드 |

|  |  |  |  |  |

|  |  |  |

|  |  |  |

|  |  |  |

|  |

|  |

|  |

|  |  |  |

|  |  |  |

|  |  |  |

|  |  |  |

|  |  |  |

|  |  |  |

|  |  |  |

|  |  |  |

|  |  |  |  |  |

|  |  |  |  |  |

|  |  |  |  |  |

|  |  |  |  |  |

|  |  |  |  |  |

|  |  |  |  |  |

|  |  |  |  |  |

|  |  |  |  |  |

|  |  |  |  |  |

|  |  |  |  |  |

|  |  |  |  |  |

|  |  |  |  |  |

|  |  |  |  |  |  |  |

|  |  |  |  |  |  |  |

|  |  |  |  |  |  |  |

|  |  |  |  |  |  |  |

|  |  |  |  |  |  |  |

|  |  |  |  |  |  |  |

|  |  |  |  |  |  |  |

|  |  |  |  |  |  |  |

|  |  |  |  |  |  |  |  |  |

|  |  |  |  |  |  |  |  |  |

|  |  |  |  |  |  |  |  |  |

|  |  |  |  |  |  |  |  |  |

|  |  |  |  |  |  |  |  |  |

|  |  |  |  |  |  |  |  |  |

|  |  |  |  |  |  |  |  |  |

|  |  |  |  |  |  |  |  |  |

|  |  |  |  |  |  |  |  |  |

|  |  |  |  |  |  |  |  |  |

|  |  |  |  |  |

|  |  |  |  |  |

|  |  |  |  |  |

|  |  |  |  |  |

| 크롬웰   |
| 길드우드 |

|  |  |  |  |  |

|  |  |  |

|  |  |  |

|  |  |  |

|  |

|  |

|  |

|  |  |  |

|  |  |  |

|  |  |  |

|  |  |  |

|  |  |  |

|  |  |  |

|  |  |  |

|  |  |  |

|  |  |  |  |  |

|  |  |  |  |  |

|  |  |  |  |  |

|  |  |  |  |  |

|  |  |  |  |  |

|  |  |  |  |  |

|  |  |  |  |  |

|  |  |  |  |  |

|  |  |  |  |  |

|  |  |  |  |  |

|  |  |  |  |  |

|  |  |  |  |  |

|  |  |  |  |  |  |  |

|  |  |  |  |  |  |  |

|  |  |  |  |  |  |  |

|  |  |  |  |  |  |  |

|  |  |  |  |  |  |  |

|  |  |  |  |  |  |  |

|  |  |  |  |  |  |  |

|  |  |  |  |  |  |  |

|  |  |  |  |  |  |  |  |  |

|  |  |  |  |  |  |  |  |  |

|  |  |  |  |  |  |  |  |  |

|  |  |  |  |  |  |  |  |  |

|  |  |  |  |  |  |  |  |  |

|  |  |  |  |  |  |  |  |  |

|  |  |  |  |  |  |  |  |  |

|  |  |  |  |  |  |  |  |  |

|  |  |  |  |  |  |  |  |  |

|  |  |  |  |  |  |  |  |  |

|  |  |  |  |  |

|  |  |  |  |  |

|  |  |  |  |  |

|  |  |  |  |  |

| 크롬웰   |
| 길드우드 |

|  |  |  |  |  |

|  |  |  |

|  |  |  |

|  |  |  |

|  |

|  |

|  |

|  |  |  |

|  |  |  |

|  |  |  |

|  |  |  |

|  |

|  |

|  |

|  |

|  |

|  |

|  |

|  |  |  |  |  |

|  |

|  |

| 요크밀스 |
| 파치노   |

|  |

| 파크우즈빌리지 |
| 엘즈미어       |

|  |

|  |

| 스위니 |
| 서리   |

|  |

|  |

| 오코너          |
| 에글린턴 스퀘어 |

|  |

|  |

|  |

|  |

|  |  |  |  |  |

|  |

|  |

|  |

|  |

|  |

|  |

|  |

|  |  |  |  |  |

|  |

|  |

| 요크밀스 |
| 파치노   |

|  |

| 파크우즈빌리지 |
| 엘즈미어       |

|  |

|  |

| 스위니 |
| 서리   |

|  |

|  |

| 오코너          |
| 에글린턴 스퀘어 |

|  |

|  |

|  |

|  |

|  |  |  |  |  |

|  |

|  |

|  |

|  |

|  |

|  |

|  |

|  |  |  |  |  |

|  |

|  |

| 요크밀스 |
| 파치노   |

|  |

| 파크우즈빌리지 |
| 엘즈미어       |

|  |

|  |

| 스위니 |
| 서리   |

|  |

|  |

| 오코너          |
| 에글린턴 스퀘어 |

|  |

|  |

|  |

|  |

|  |  |  |  |  |

|  |

|  |

|  |

|  |

|  |

|  |

|  |

|  |  |  |  |  |

|  |

|  |

| 요크밀스 |
| 파치노   |

|  |

| 파크우즈빌리지 |
| 엘즈미어       |

|  |

|  |

| 스위니 |
| 서리   |

|  |

|  |

| 오코너          |
| 에글린턴 스퀘어 |

|  |

|  |

|  |

|  |

|  |  |  |  |  |

|  |  |  |

|  |  |  |

|  |  |  |

|  |

|  |

|  |  |  |

|  |  |  |

|  |  |  |

|  |

|  |

|  |  |  |  |  |

|  |  |  |

|  |  |  |

|  |  |  |

|  |

|  |

|  |  |  |

|  |  |  |

|  |  |  |

|  |

|  |

|  |  |  |  |  |

|  |  |  |

|  |  |  |

|  |  |  |

|  |

|  |

|  |  |  |

|  |  |  |

|  |  |  |

|  |

|  |

|  |  |  |  |  |

|  |  |  |

|  |  |  |

|  |  |  |

|  |

|  |

|  |  |  |

|  |  |  |

|  |  |  |

|  |

|  |

|  |  |  |  |  |

|  |  |  |

|  |  |  |

|  |  |  |

|  |

|  |

| 파크우즈빌리지 |
| 엘즈미어       |

|  |

|  |

|  |

|  |  |  |  |  |

|  |

|  |  |  |

|  |

|  |  |  |

|  |  |  |

|  |  |  |

|  |  |  |

|  |

|  |

| 파크우즈빌리지 |
| 엘즈미어       |

|  |

|  |

|  |

|  |  |  |  |  |

|  |

|  |  |  |

|  |

|  |  |  |

|  |  |  |

|  |  |  |

|  |  |  |

|  |

|  |

| 파크우즈빌리지 |
| 엘즈미어       |

|  |

|  |

|  |

|  |  |  |  |  |

|  |

|  |  |  |

|  |

|  |  |  |

|  |  |  |

|  |  |  |

|  |  |  |

|  |

|  |

| 파크우즈빌리지 |
| 엘즈미어       |

|  |

|  |

|  |

|  |  |  |  |  |

|  |

|  |  |  |

|  |

|  |  |  |

|  |

|  |

|  |

|  |

|  |

|  |

|  |

| 요크밀스 |
| 파치노   |

|  |

|  |

|  |  |  |

|  |

|  |

|  |

|  |

|  |  |  |  |  |

|  |

|  |

|  |

|  |

|  |

|  |

|  |

| 요크밀스 |
| 파치노   |

|  |

|  |

|  |  |  |

|  |

|  |

|  |

|  |

|  |  |  |  |  |

|  |

|  |

|  |

|  |

|  |

|  |

|  |

| 요크밀스 |
| 파치노   |

|  |

|  |

|  |  |  |

|  |

|  |

|  |

|  |

|  |  |  |  |  |

|  |

|  |

|  |

|  |

|  |

|  |

|  |

| 요크밀스 |
| 파치노   |

|  |

|  |

|  |  |  |

|  |

|  |

|  |

|  |

|  |  |  |  |  |

## 인접한 역
| 2호선 블루어-댄포스       | 2호선 블루어-댄포스 | 2호선 블루어-댄포스 |
| ------------------------- | ------------------- | ------------------- |
| 메인 스트리트 키플링 방면 | 2호선 블루어-댄포스 | 워든 케네디 방면    |